# Puhijada
Puhijada je kulturno-gastronomska manifestacija na otoku Hvaru koja se održava u mjestu Dolu. Održava se od 2006. godine. Organizira ju udruga Tartajun koja je inicirala ovu manifestaciju.
Ovom se manifestacijom se promovira lovno-gastronomska tradicija koja je u ovom kraju sačuvana još od starorimskog doba. Ova se je lovna tradicija u Hrvatskoj zadržala u Gorskom kotaru, Lici te na otocima Hvaru i Braču (u mjestima Dolu na Hvaru i Dolu na Braču).
Program manifestacije čine balotaški turnir, izložbe umjetnina, predstavljanje knjiga, kazališne predstave, fotografiranje puhova u prirodnom ambijentu, enološko ocjenjivanje dolskih vina, predavanja, glazbeni program (klape i pop glazbenici), ulično-zabavni program, slobodno penjanje, radionice hodanja po svili itd.

## Vanjske poveznice
- Tartajun